# Monika Germann
Monika Germann (* 23. April 1954 in Adelboden) ist eine ehemalige Schweizer Skilangläuferin.

## Werdegang
Germann, die für den SC Frutigen startete, trat national erstmals in der Saison 1979/80 in Erscheinung. Dabei errang sie den zweiten Platz beim Breithornlanglauf und holte bei den Schweizer Meisterschaften 1980 in Lenk die Bronzemedaille über 10 km. Im folgenden Jahr gewann sie bei den Schweizer Meisterschaften jeweils Silber über 5 km und 20 km. In der Saison 1981/82 lief sie bei den Schweizer Meisterschaften 1982 über 5 km, 10 km und 20 km jeweils auf den dritten Platz und belegte beim Saisonhöhepunkt, den nordischen Skiweltmeisterschaften 1982 in Oslo, den 44. Platz über 10 km, den 39. Platz über 5 km und den 34. Platz über 20 km. Zudem wurde sie dort zusammen mit Karin Thomas, Cornelia Thomas und Evi Kratzer Achte in der Staffel. Im folgenden Jahr gewann sie bei den Schweizer Meisterschaften in La Fouly Bronze mit der Staffel und Silber über 5 km und errang den dritten Platz beim Engadin Skimarathon. In der Saison 1983/84 holte sie bei den Schweizer Meisterschaften 1984 in Saint-Imier Bronze mit der Staffel und Silber über 10 km. Bei ihrer einzigen Olympiateilnahme kam sie auf den 42. Platz über 5 km, auf den 38. Rang über 10 km und auf den 34. Platz über 20 km. Zudem errang sie dabei zusammen mit Karin Thomas, Christine Brügger und Evi Kratzer den sechsten Platz in der Staffel. Bei den Schweizer Meisterschaften 1985 in Einsiedeln gewann sie nochmals die Bronzemedaille mit der Staffel. Anfang Februar 1986 wurde sie Zweite beim König-Ludwig-Lauf. In den Jahren 1985 bis 1988 gewann sie den Gommerlauf.

## Teilnahmen an Weltmeisterschaften und Olympischen Winterspielen

### Olympische Winterspiele
- 1984 Sarajevo: 6. Platz Staffel, 34. Platz 20 km, 38. Platz 10 km, 42. Platz 5 km

### Nordische Skiweltmeisterschaften
- 1982 Oslo: 8. Platz Staffel, 34. Platz 20 km, 39. Platz 5 km, 44. Platz 10 km